# Steven C. Miller
Steven C. Miller (Decatur, 8 marzo 1981) è un regista e sceneggiatore statunitense.

## Carriera
Debutta con un film a basso costo, Automaton Transfusion nel 2006, distribuito a livello mondiale dalla Dimension Films. Nel 2012 dirige Silent Night.

## Filmografia
- Frankenstein Reborn: Behind the Scenes - cortometraggio (2005)
- Automaton Transfusion (2006)
- Chinese Guys - serie TV, 3 episodi (2008)
- The Aggression Scale (2012)
- Under the Bed (2012)
- Granny - cortometraggio (2012)
- Silent Night (2012)
- Extraction (2015)
- Submerged (2016)
- I predoni (Marauders) (2016)
- Arsenal (2017)
- First Kill (2017)
- Escape Plan 2 - Ritorno all'inferno (Escape Plan 2: Hades) (2018)
- Live! Corsa contro il tempo (2019)
- Werewolves (2024)